# Thalassoma noronhanum
Thalassoma noronhanum es una especie de peces de la familia Labridae en el orden de los Perciformes.

## Morfología
- Los machos pueden llegar alcanzar los 13,3 cm de longitud total.[1]

## Distribución geográfica
Se encuentra en el Brasil.